# 盐市广场

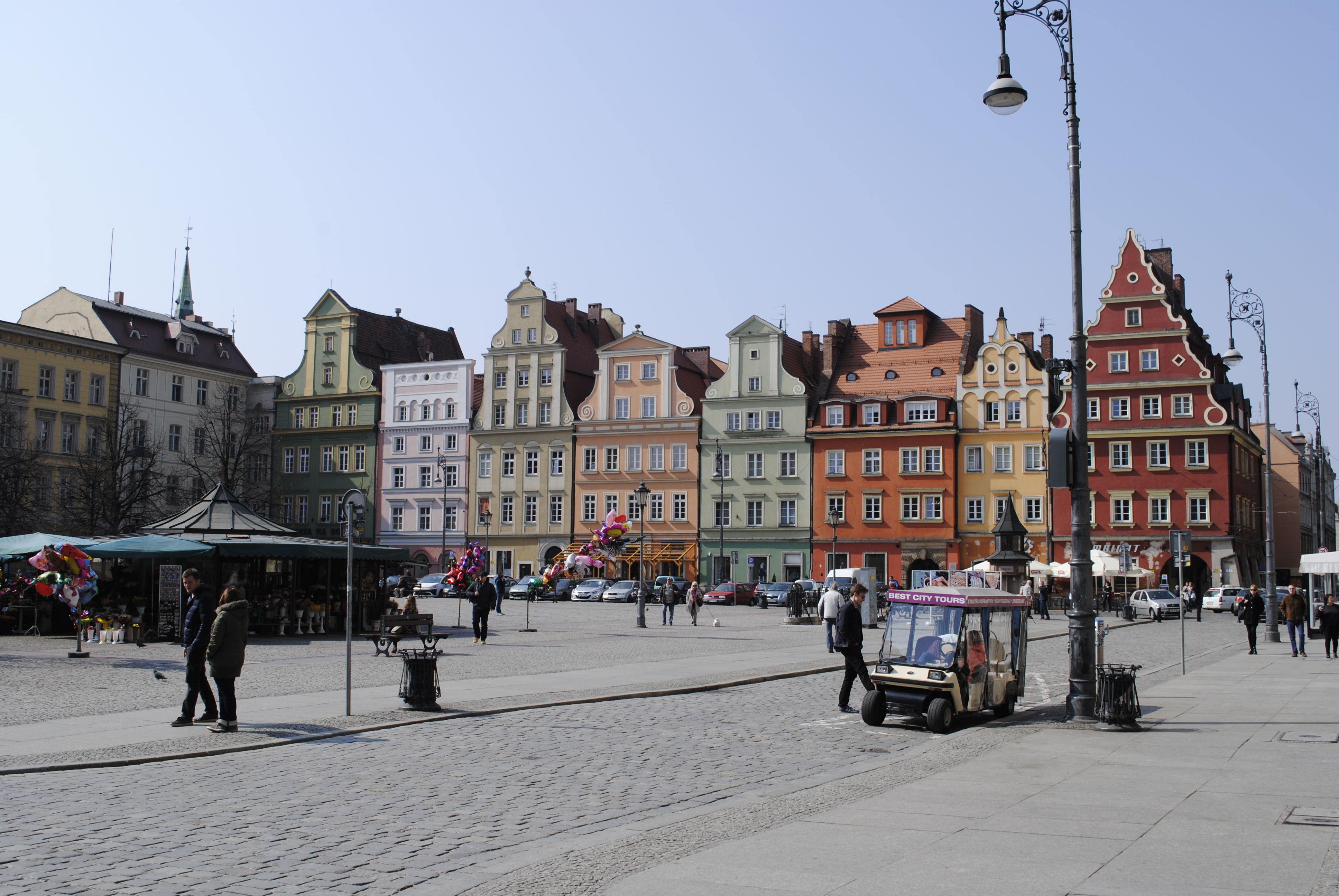

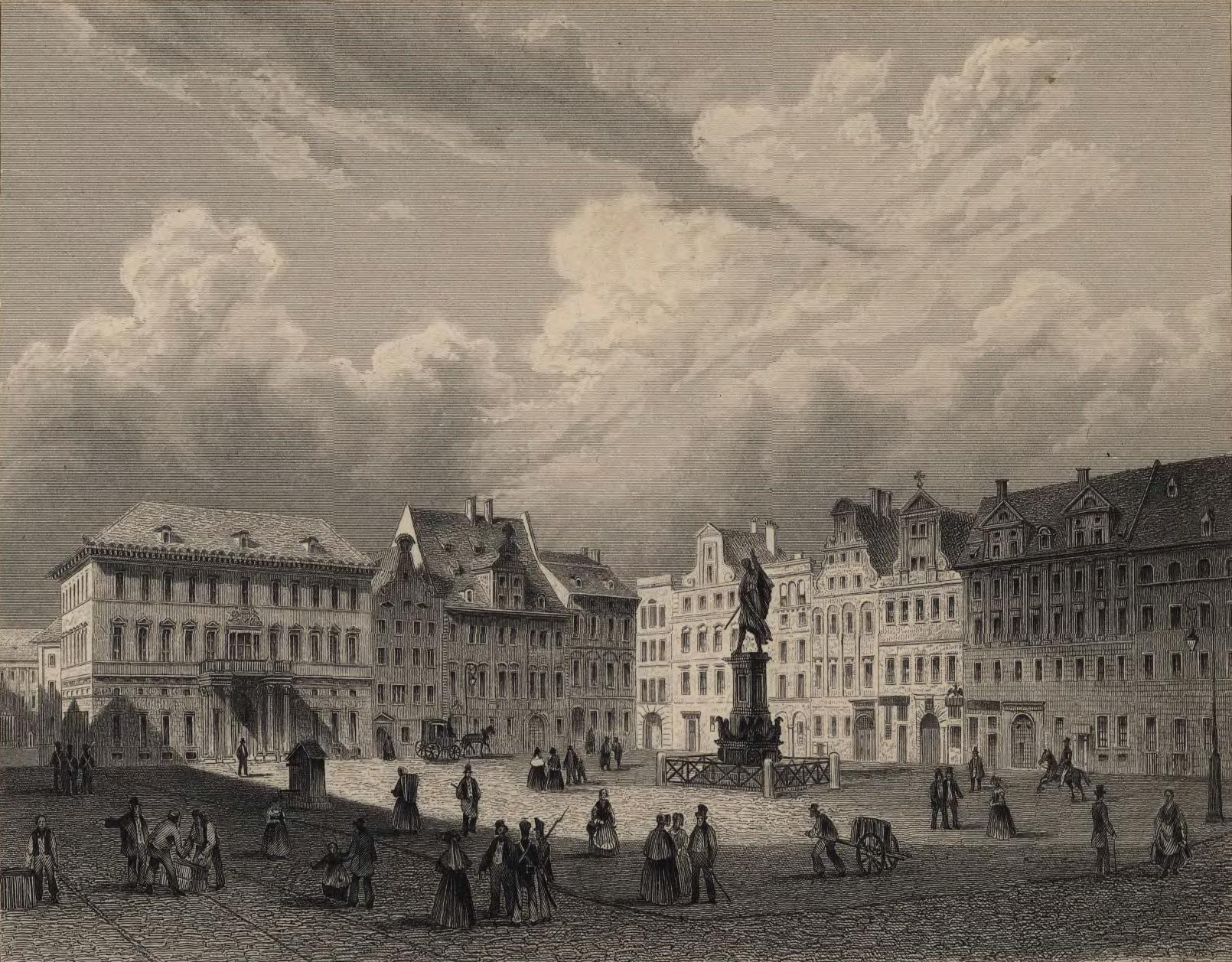
19世纪的广场，中央是布吕歇尔纪念碑

盐市广场（波兰语：Plac Solny；德语：Salzmarkt Salzrings）是弗罗茨瓦夫老城区的一个广场。它位于中央集市广场的西南角。

## 历史
中世纪，盐在这个广场上交易，因此得名。1242年，这个地方首次见于记载。1827年至1945年间，该广场以普鲁士元帅格布哈德·莱贝雷希特·冯·布吕歇尔的名字命名为布吕歇尔广场（Blücherplatz）。为了纪念他，1827年在广场中央建立布吕歇尔纪念碑（Blücherdenkmal），作者是克里斯蒂安·丹尼尔·劳赫（Christian Daniel Rauch，雕塑）和卡尔·费迪南德·兰汉斯（Carl Ferdinand Langhans，基座），1945年被毁。第二次世界大战期间，大多数房屋被毁或严重受损。大部分建筑直到1961年才重建，立面和层数也有一些变化。20世纪末，在19世纪的广场中央，建起了针雕。
今天广场上有一个花卉市场。周围的房子里有很多餐馆和咖啡馆。

## 建筑

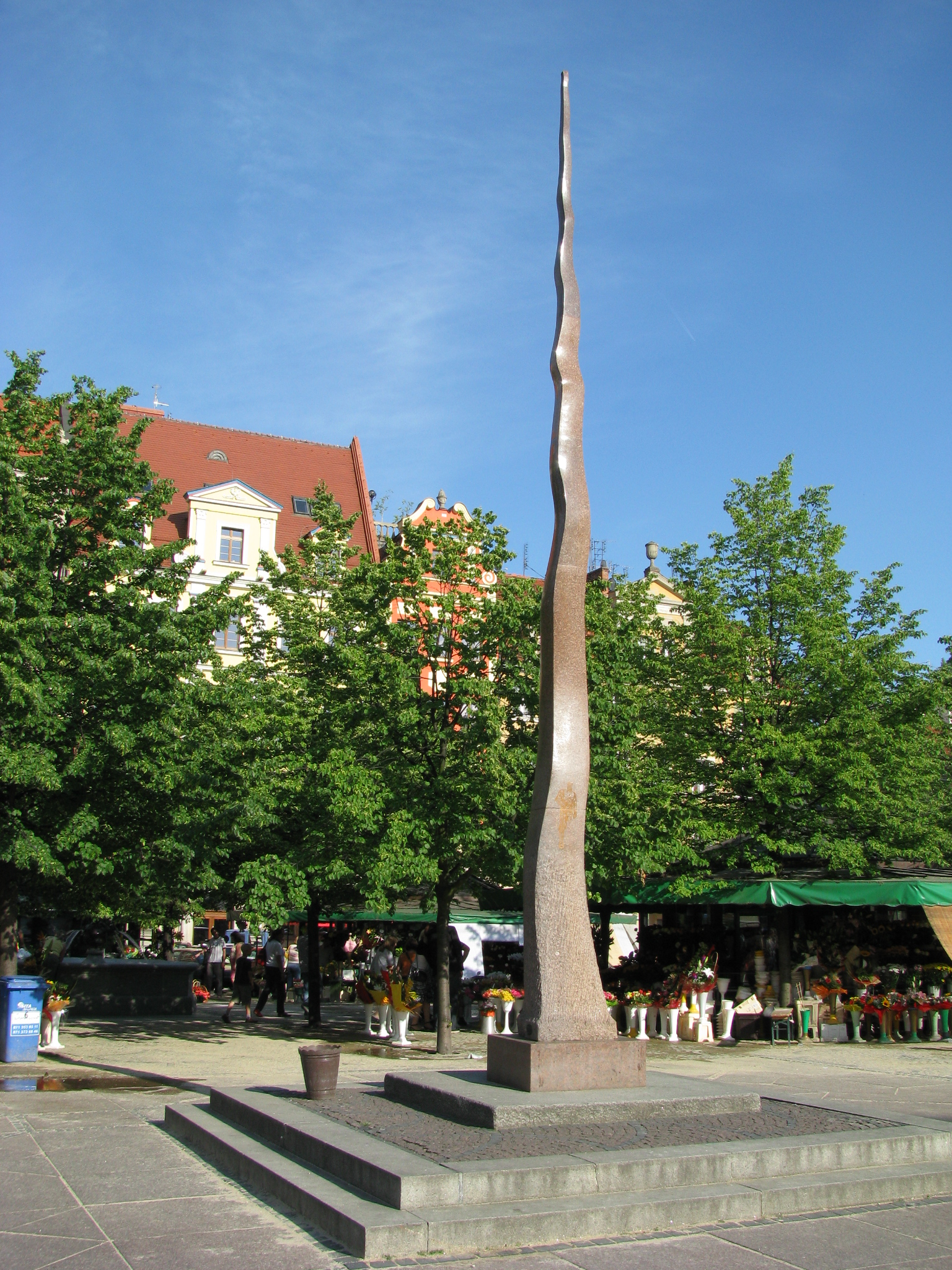

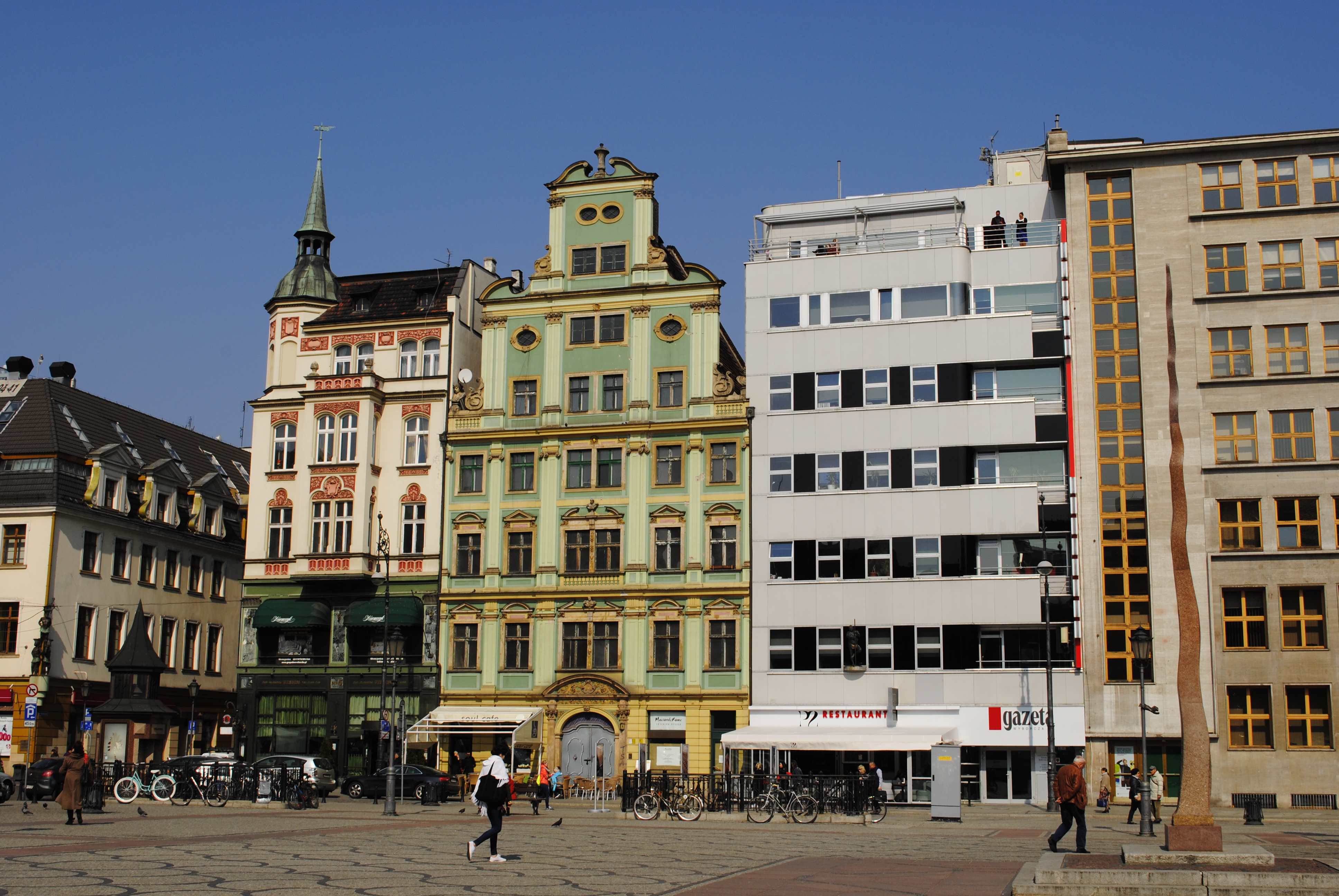
北侧的3号和4号

盐市广场东北角与中央集市广场接壤。这里有建于20世纪30年代的大型银行大楼，现在被桑坦德银行使用。毗邻的建筑（3号）可追溯到20世纪20年代，功能主义建筑风格，由阿道夫·拉丁建造。西面紧邻的建筑（4号）奥本海姆之家（Oppenheim-Haus，OPENHEIM Dom dla Kultury）建于18世纪中叶。在19世纪，这座巴洛克风格的房子有着绿色的外墙，在第二次世界大战中安然无恙。一楼有一家珠宝店和一家咖啡馆。
盐市广场的西侧从6号住宅开始。这座七层楼高的建筑，有一个带有交叉拱顶的拱廊。这栋房子的山墙有四层。广场南侧是由卡尔·费迪南德·兰汉斯（Carl Ferdinand Langhans）设计的古典主义建筑老交易所（德语：Alte Börse）。
在南端的十字路口，格佩特街（原名城堡街，Schloßstraße）东侧，1522年至1531年间，奥菲亚尔·奥维西姆斯基（原名朱克恩斯特拉）建造了里比希宫殿。立面设计以前是文艺复兴风格，如今只能在一楼看到。1946年至1979年间，波兰画家尤金尼乌斯·格佩特（Eugeniusz Geppert）住在这所房子里。